# Echinochloa muricata
Echinochloa muricata là một loài thực vật có hoa trong họ Hòa thảo. Loài này được (P.Beauv.) Fernald mô tả khoa học đầu tiên năm 1915.